# Milnesium swolenskyi
Espèce
Milnesium swolenskyi est une espèce éteinte de tardigrades de la famille des Milnesiidae.

## Distribution
Cette espèce a été découverte dans de l'ambre du New Jersey aux États-Unis. Elle date du Crétacé supérieur, étage du Turonien, c'est-à-dire d'il y a environ entre 93,9 ± 0,2 et 89,8 ± 0,3 Ma (millions d'années).

## Publication originale
- (en) Bertolani & Grimaldi, 2000 : A new eutardigrade (Tardigrada: Milnesiidae) in amber from the Upper Cretaceous (Turonian) of New Jersey. Studies on fossils in amber, with particular reference to the Cretaceous of New Jersey., Backhuys Publishers, Leiden, p. 103-110.